# Distrikt Zepita
Der Distrikt Zepita liegt in der Provinz Chucuito in der Region Puno in Süd-Peru. Der Distrikt wurde im Jahr 1821 gegründet. Der Distrikt Zepita hat eine Fläche von 524 km² (nach anderen Quellen: 546 km²). Beim Zensus 2017 wurden 16.929 Einwohner gezählt. Im Jahr 1993 lag die Einwohnerzahl bei 19.085, im Jahr 2007 bei 19.796. Verwaltungssitz des Distriktes ist die 3831 m hoch am Westufer des Wiñaymarka qucha (Lago Huiñaymarca), dem südlichen Abschnitt des Titicacasees gelegene Ortschaft Zepita mit 1503 Einwohnern (Stand 2017). Zepita liegt 50 km südöstlich der Provinzhauptstadt Juli sowie 122 km südöstlich der Regionshauptstadt Puno.

## Geographische Lage
Der Distrikt Zepita liegt im Altiplano westlich des Wiñaymarka qucha im Nordosten der Provinz Chucuito. Im Norden des Distrikts erhebt sich ein bis zu 4800 m hohes Bergmassiv. Der Río Ccallaccame fließt entlang der südlichen Distriktgrenze nach Osten zur Laguna Aguallamaya, die vom Río Desaguadero durchflossen wird. Die Nationalstraße 3S von Puno über Ilave nach Desaguadero führt durch den Distrikt und an der Zepita vorbei.
Der Distrikt Zepita grenzt im Südosten an den Distrikt Desaguadero, im Süden an den Distrikt Kelluyo, 
im Westen an den Distrikt Huacullani, im Nordwesten an den Distrikt Pomata sowie im Nordosten an die Distrikte Yunguyo und Copani (beide in der Provinz Yunguyo).